# President d'Astúries
El President del Principat d'Astúries segons l'Estatut d'Autonomia d'Astúries, presideix el Consell de Govern del Principat d'Astúries, l'activitat del qual dirigeix, coordina l'Administració de la comunitat autònoma, designa i separa als consellers i ostenta la suprema representació del Principat i l'ordinària de l'Estat en Astúries.
És triat per la Junta General del Principat d'Astúries entre els seus membres i és nomenat pel Rei d'Espanya. La Junta General el tria per majoria absoluta en primera convocatòria i per majoria simple en les posteriors. Entre cada convocatòria han de transcórrer com a mínim quaranta-vuit hores. Si passats dos mesos des de la constitució de la Junta General, no ha estat triat cap candidat, aquesta quedarà dissolta, i es procedirà a convocar noves eleccions.
L'actual President d'Astúries és Adrián Barbón, de la FSA-PSOE.

## Llista de Presidents d'Astúries
| Núm. | Nom                                  | Inici | Fi           | Partit   |
| ---- | ------------------------------------ | ----- | ------------ | -------- |
| 1.   | Rafael Fernández Álvarez             | 1981  | 1983         | FSA-PSOE |
| 2.   | Pedro de Silva Cienfuegos-Jovellanos | 1983  | 1991         | FSA-PSOE |
| 3.   | Juan Luis Rodríguez-Vigil            | 1991  | 1993         | FSA-PSOE |
| 4.   | Antonio Trevín Lombán                | 1993  | 1995         | FSA-PSOE |
| 5.   | Sergio Marqués Fernández             | 1995  | 1999         | PP/URAS  |
| 6.   | Vicente Álvarez Areces               | 1999  | 2011         | FSA-PSOE |
| 7.   | Francisco Álvarez-Cascos Fernández   | 2011  | 2012         | FAC      |
| 8.   | Javier Fernández Fernández           | 2012  | 2019         | FSA-PSOE |
| 9.   | Adrián Barbón Rodríguez              | 2019  | en el càrrec | FSA-PSOE |